# Scare Campaign
Scare Campaign ist ein australischer Horrorfilm aus dem Jahr 2016.

## Handlung
In seiner ersten Nacht als Wachmann in der Pathologie ist ein Mann schockiert, als sich eine weibliche Leiche aufrichtet und die Augen öffnet. Er erschießt die lebende Tote fast im Flur, doch seine Pistole ist nur eine Attrappe. Denn es stellt sich heraus, dass er das Opfer eines Streichs in der Fernsehshow Scare Campaign ist.
Daraufhin ermahnt die Schauspielerin Emma den Regisseur Marcus, der zugleich ihr Ex-Freund ist, vorsichtiger zu sein, damit sie nicht an einen falschen Mann geraten. Die Managerin Vicki hat jedoch andere Pläne. Sie zeigt dem Team eine Folge aus der Webserie Masked Freaks, in der maskierte Teilnehmer echte Morde begehen. Da die Serie damit erfolgreicher ist, verlangt Vicki eine spektakulärere Folge.
Mit Unterstützung der neuen Schauspielerin Abby dreht das Team die nächste Ausgabe in einer verlassenen Psychiatrie. Als Opfer haben sie Rohan ausgesucht. Er soll neuer Hausmeister werden, erklärt aber dann, dass er hier schon mal gearbeitet habe. Emma reagiert skeptisch und lässt Rohan allein. Dieser sticht daraufhin die als Geistermädchen verkleidete Abby nieder und stranguliert anschließend Kameramann Tony. Emma versteckt sich mit JD, dem Experten für Spezialeffekte. Als sie gerade Marcus und seinen Kollegen Dick anflehen, die Polizei zu rufen, greift Rohan die beiden im Regieraum an. Emma und JD fliehen zum Van des Teams, aber JD läuft zurück, um die Schlüssel zu holen. Rohan versucht Emma vom Rücksitz aus anzugreifen, doch sie rammt einen Schraubenzieher in seine Hand. Nun wird klar, dass Emma in Wirklichkeit das neue Opfer der Show ist. Rohan heißt tatsächlich Trent und wurde von Marcus engagiert.
Plötzlich tauchen die Masked Freaks auf und töten erst Trent und dann andere Teammitglieder von Scare Campaign. Emma ignoriert zunächst Marcus’ Warnungen, nachdem sie herausgefunden hat, welche Rolle sie hat. Doch dann finden sie Suzes Leiche, die an der Decke hängt, und sehen, wie Tony ermordet wird. Ein Mitglied der Masked Freaks erklärt, dass die Gruppe die Computer der Konkurrenz gehackt hat und eine neue Generation ansprechen will. Die Masked Freaks wollen Abby, die den ersten Angriff überlebt hat, lebendig begraben, doch Marcus und Emma retten sie. Daraufhin sagt der Anführer der Mörder, dass Emma entweder mit Marcus oder Abby fliehen darf. Sie küsst Marcus, entscheidet sich aber für Abby. Während die beiden Frauen wegfahren, verraten die Masked Freaks Marcus, dass Abby ihre Spionin ist. Dann schieben sie ihn mit Zwangsjacke in einen Krematoriumsofen. Im Auto entdeckt Emma die Kamera der Masked Freaks.

## Produktion
Die Dreharbeiten fanden in Victoria statt. Als Kulisse für das Sanatorium diente das Beechworth Asylum. Ein weiterer Drehort war Mayday Hills Village.

## Rezeption
Die Kritiken sind überwiegend positiv. Für den Filmdienst ist es ein „harter Horror-Thriller mit medienkritischem Unterton, der vor allem durch clever ausgetüftelte Wendungen immer wieder überrascht und in Atem hält.“ In der Rezension von Filmchecker wird der Film als „cineastische Horrorversion der versteckten Kamera“ beschrieben. Er „glänzt durch intelligenten, gut durchdachten Handlungsaufbau, der gerade wegen seiner Undurchsichtigkeit fesselt“. Eher mittelmäßig ist das Fazit von film-rezensionen.de: „Mediensatire, Kritik an einem verrohenden Publikum und dazu noch absurde Todesszenen – „Scare Campaign“ ist ein knackiger Funslasher, der gut unterhält, trotz diverser Wendungen aber letztendlich nicht wirklich viel anders macht als die Konkurrenz.“